# This Is What You Came For
"This Is What You Came For" é uma canção do DJ escocês Calvin Harris, com participação da cantora barbadense Rihanna, lançada em 29 de abril de 2016 através da Columbia Records e Westbury Road. A cantora e compositora estadunidense Taylor Swift, inicialmente creditada sob o pseudônimo Nils Sjöberg, escreveu a canção com Harris, o qual a produziu junto com Kuk Harrell. Rihanna e Harris haviam anteriormente colaborado nos sucessos internacionais "We Found Love" e "Where Have You Been", presentes no sexto álbum de estúdio dela, Talk That Talk (2011). Ele tocou a versão final da canção para Rihanna no Coachella Music Festival de 2016. Também foi tocada durante a Copa do Mundo FIFA de 2018, após o término das partidas.
A canção estreou na segunda posição da parada de singles do Reino Unido e alcançou a terceira colocação da Billboard Hot 100, tornando-se a 21ª canção de Rihanna a figurar no top cinco da tabela e a segunda de Harris; a canção é atualmente o single de maior sucesso de Harris como solista nos Estados Unidos. Tornou-se a 25ª canção de Rihanna e a quarta de Harris a alcançar o topo da tabela Dance Club Songs e também atingiu o topo dos gráficos Hot Dance/Electronic Songs e Dance/Mix Show Airplay. Internacionalmente, alcançou o topo das tabelas em 12 países, incluindo Austrália, Canadá e Irlanda e entrou no top dez na França, Finlândia, Países Baixos, Bélgica, Alemanha, Nova Zelândia e Suíça. O videoclipe da canção estreou em 17 de junho de 2016 e contém Rihanna em um cubo aberto com imagens projetas nas paredes internas.

## Antecedentes e lançamento
Duas semanas antes da data de lançamento planejada, Harris apresentou a versão final a Rihanna. Durante o seu espetáculo no festival Coachella, o DJ afirmou ter tocado "This Is What You Came For" para Rihanna mesmo estando "nervoso" pela sua reação devido às "grandes alterações" desde da última versão que ela tinha ouvido. O tema totaliza a terceira colaboração entre os artistas, após "We Found Love" e "Where Have You Been", ambos incluídos no sexto álbum de estúdio da cantora, Talk That Talk. O lançamento ocorreu a 29 de abril de 2016. Em 01 de março de 2023, uma versão demo com os vocais de Swift acabou vazando na internet após alguns fãs da cantora pagarem 4 mil dólares para um insider que teve acesso a canção, e à outras faixas descartadas.

## Faixas e formatos
| Descarga digital |                             |         |  |
| N.º              | Título                      | Duração |  |
| 1.               | "This Is What You Came For" | 3:41    |  |

| Descarga digital – remixes |                                                        |         |  |
| N.º                        | Título                                                 | Duração |  |
| 1.                         | "This Is What You Came For" (Extended Mix)             | 4:47    |  |
| 2.                         | "This Is What You Came For" (Dillon Francis Remix)     | 3:43    |  |
| 3.                         | "This Is What You Came For" (R3hab X Henry Fong Remix) | 4:18    |  |
| 4.                         | "This Is What You Came For" (Grandtheft Remix)         | 3:00    |  |

## Desempenho nas tabelas musicais

### Posições
| Tabela musical (2016)                   | Melhor posição |
| --------------------------------------- | -------------- |
| Estados Unidos - Dance/Electronic Songs | 14             |
| Estados Unidos - Billboard Hot 100      | 3              |